# Diradops hyphantriae
Diradops hyphantriae là một loài tò vò trong họ Ichneumonidae.